# Luis Durnwalder
Luis Durnwalder, nascido Alois Durnwalder (Falzes, 23 de setembro de 1941), é um político italiano de língua alemã. Foi de 1989 a 2014 presidente (Landeshauptmann) do Tirol do Sul, província autônoma da Itália. É filiado ao Partido Popular Sudtirolês.
Por sistema de rodízio, foi também presidente da região autónoma do Trentino-Alto Ádige em dois períodos (2004-2006 e 2008-2011).